# Algar do Morro Pelado
O Algar do Morro Pelado é uma gruta portuguesa localizada na freguesia das Manadas, concelho de Velas, ilha de São Jorge, arquipélago dos Açores.
Esta cavidade apresenta uma geomorfologia de origem vulcânica em forma de cone vulcânico dotado de cratera vulcânica. Esta estrutura geológica apresenta uma profundidade de 140 m. e devido à sua características e área circundante encontra-se classificada como fazendo parte da Rede Natura 2000